# لشکرکشی ده‌روزه
لشکرکشی ده روزه (به هلندی:Tiendaagse Veldtocht) یا عملیات ده روزه (۲-۱۲ اوت ۱۸۳۱) ، تلاشی ناموفق از سوی شاه هلند ، ویلیام اول ، برای سرنگونی انقلاب بلژیک بود که با شکست روبرو شد.
ارتش هلند در ۲ اوت ۱۸۳۱ به بلژیک حمله کرد و نیروهای بلژیکی را در چندین نبرد در طول چند روز شکست داد و تا عمق خاک بلژیک پیشروی کرد. در ۸ اوت، دولت بلژیک از فرانسه درخواست حمایت نظامی کرد. فرانسوی ها موافقت کردند که نیروهای کمکی برای کمک به بلژیکی ها زیر نظر مارشال اتین ژارارد بفرستند. هلندی ها به جای مبارزه با فرانسوی ها، بدون دستیابی به اهداف خود از بلژیک خارج شدند. در نوامبر ۱۸۳۱ میلادی، فرانسوی ها آنتورپ، آخرین پایگاه هلندی ها در بلژیک را محاصره و تصرف کردند و عملاً به درگیری نظامی بین هلندی ها و بلژیکی ها پایان دادند.

## پیش زمینه

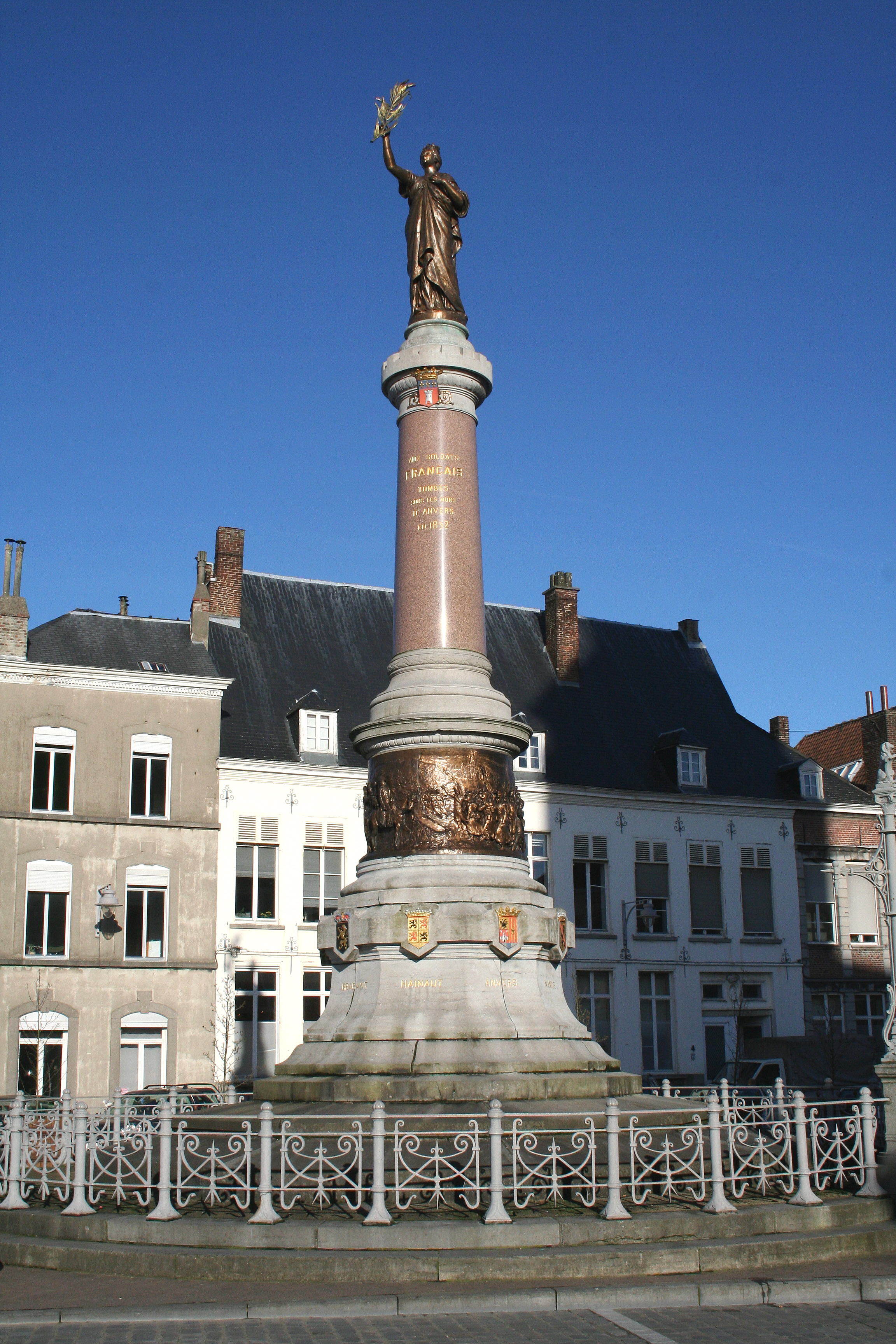
بنای یادبود سربازان فرانسوی که در طی محاصره ارگ آنتورپ در سال ۱۸۳۲ جان باختند.

پس از جنگ‌های ناپلئون، کنگره وین، هلند اتریشی سابق و لیژ، و همچنین برخی از مناطق کوچک‌تر در بلژیک و لوکزامبورگ امروزی را با جمهوری هلند ادغام کرد تا پادشاهی متحده هلند را ایجاد کند. پس از ۱۵ سال سوء مدیریت نظام حاکم موجب مخالفت فزاینده در استان های جنوبی پادشاهی شد که در نهایت در اوت ۱۸۳۰ منتهی به شورش عمومی شد و انقلاب بلژیک آغاز شد. نیروهای هلندی تا نوامبر ۱۸۳۰ میلادی با توافق آتش بس از بیشتر مناطق بلژیک امروزی و لیمبورگ هلند اخراج شدند.
پس از انقلاب، تعداد زیادی از سربازان بلژیکی از ارتش هلند فرار کردند. اکثر افسران ارتش هلندی بودند، اما بخش عمده ای از سربازان وظیفه از جنوب بلژیک آمده بودند. حدود دو سوم از نیروهای مستقر در جنوب هلند ارتش را ترک کردند و روحیه سربازان باقی مانده به شدت آسیب دید. به عنوان بخشی از جنگ  پادشاه هلند ویلیام اول با اعتقاد به اینکه بلژیکی ها می توانند آرام شوند و تشویق شوند تا شورش خود را از طریق مذاکره کنار بگذارند، سعی کرد از رویارویی با سربازانش جلوگیری کرد زیرا معتقد بود برخورد ممکن است  شورشیان را رادیکال کند. در نتیجه، در طول انقلاب، درگیری‌های مسلحانه نسبتا کمی بین شورشیان بلژیکی و ارتش هلند صورت گرفت. با این حال، رهبران انقلاب بلژیک به دلیل موفقیت اولیه خود بیش از حد اعتماد به نفس پیدا کرده بودند و گامی برای ایجاد نیروی نظامی خود برنداشته بودند.
پادشاه ویلیام اول شکست در سرکوب شورش بلژیک را تحقیر خود تلقی کرد و به دنبال فرصتی برای تلافی بود.او معتقد بود حتی اگر اتحاد مجدد غیرممکن باشد باید انتقام متناسبی از شورشیان گرفته شود، هیچ آتش بسی بین هلندی ها و بلژیکی ها امضا نشده بود و ویلیام معتقد بود که یک لشکرکشی موفق علیه بلژیکی ها موقعیت او را در مذاکرات دیپلماتیک آینده بهبود می بخشد. بنابراین، هنگامی که ویلیام متوجه شد که کنگره ملی انقلابی از لئوپولد ساکس کوبورگ خواسته است تا پادشاه بلژیک شود، شروع به تدارک حمله کرد.
در سال ۱۸۳۱ میلادی ، یک نیروی هلندی ۵۰۰۰۰ نفری در نزدیکی مرز بلژیک در برابانت شمالی به ظاهر برای محافظت از مرز ایجاد شد. فرماندهی آن بر عهده شاهزاده نارنجی (پادشاه آینده ویلیام دوم) بود. تعداد نیرو های ارتش بلژیک در آن سوی مرز فقط ۲۴۰۰۰ نفر بود که از سربازان عادی و واحدهای شبه نظامی که بسیار کم آموزش دیده بودند تشکیل می شد. نیروی بلژیکی به دو ارتش معروف به ارتش میوز و ارتش شلدت، تحت فرماندهی اسمی پادشاه لئوپولد اول و وزیر جنگ او، امده دو فایلی تقسیم شد، ارتش میوز در لیمبورگ مستقر بود در حالی که ارتش شلدت ارگ آنتورپ را که هنوز تحت کنترل هلندی ها بود احاطه کرده بود، با این حال فاصله بین دو نیرو بسیار زیاد بود و هر یک جداگانه عمل می کردند

## عملیات جنگی

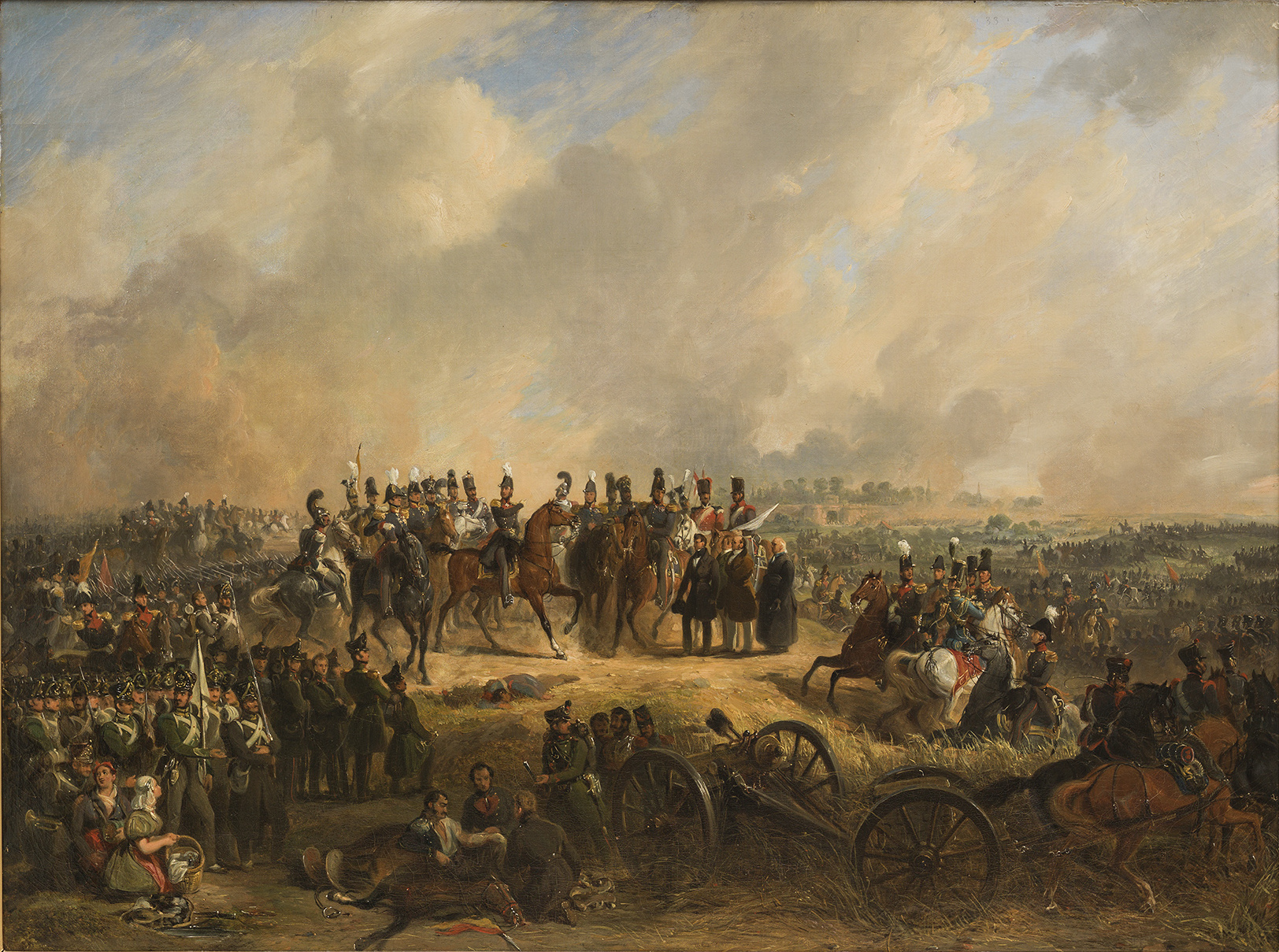
تصویر یان ویلم پینمن از سقوط هاسلت به دست نیروهای هلندی در ۸ اوت ۱۸۳۱

در صبح روز ۲ اوت ۱۸۳۱ میلادی، تنها چند روز پس از تاجگذاری لئوپولد، هلندی ها از مرز نزدیک پوپل عبور کردند. پیشاهنگان بلژیکی متوجه پیشروی شدند و تعدادی از جاده ها با درختان قطع شده مسدود شد. اولین درگیری ها در اطراف رول (بلژیک) رخ داد. فرمانده عالی هلندی، شاهزاده نارنجی، بعد از ظهر برای روحیه دادن به سربازان خود وارد میدان شد و در همان زمان، بئرلرتوگ توسط هلندی ها تصرف شد و حدود ۴۰۰ نیروی بلژیکی عقب رانده شدند. در نزدیکی راولز، ارتش بلژیک به سرعت توسط هلندی ها به جنگل های اطراف رانده شد و متعاقباً به یک باتلاق عقب نشست. بلژیکی‌ها بعداً به تورنوعقب‌نشینی کردند و به هلندی‌ها اجازه دادند کمپ خود را ایجاد کنند. صدای توپخانه هلندی، مردم تورنهوت را نگران کرد و ایشان به صورت دسته جمعی به سمت آنتورپ گریختند. روز بعد یک نیروی هلندی با حدود ۱۱۰۰۰ نفر آماده شد تا تورنو را تصرف کند، ایندر حالی بود که یک سپاه هلندی دیگر نیز به سمت آنتورپ حرکت کرد (در واقع آنها از جهت دیگری به تورنو حمله کردند). در نبرد بعدی، هلندی ها نیروهای بلژیکی را در هم شکستند، در اوایل نبرد، زمانی که پرچم بلژیک توسط توپخانه هلندی پاره شد و یک سرباز پای خود را بر اثر گلوله توپ از دست داد، روحیه بلژیکی ها ازبین رفت. بلژیکی ها نتوانستند در مقابل هلندی ها مقاومت کنند و فرار کردند.

نقشه مسیر هلندی ها در لشکرکشی ده روزه

در ۴ اوت، هلندی ها شهر آنتورپرا تصرف کردند. پرچم برابانت پایین کشیده شد و پرچم هلند به اهتزاز درآمد. شاهزاده نارنجی خواستار پایین آمدن مجدد پرچم شد، زیرا این پرچم به جای بازگرداندن قدرت هلند، نماد اشغال بود. در همان زمان، نیرو های ارتش هلند از هم جدا شدند و به سمت بلژیک حرکت کردند و شبه نظامیان متعدد و دو ارتش منظم بلژیکی را به راحتی شکست دادند. مانند نبرد هوتالن. لشکر به رهبری شاهزاده برنهارد ساکس وایمار به سمت ژل (بلژیک) و دیه (بلژیک) حرکت کرد و لشکر سوم به سمت لیمبورگ حرکت کرد. در ۸ اوت، هلندی ها ارتش بلژیکی ماوس را در نزدیکی هاسلت شکست دادند. در ۱۱ اوت گارد پیشرو ارتش بلژیک شلدت در نزدیکی بوترسم شکست خورد. روز بعد ارتش هلند به بلژیکی ها در نزدیکی لوون حمله کرد و آنها را شکست داد.
برای بلژیکی ها همه چیز تمام شده به نظر می رسید. لئوپولد از ترس از هم پاشیدگی کامل ارتش، در ۸ اوت خواستار حمایت بین المللی شد. سیلوین ون دی وایر برای تلاش برای جلب حمایت از بریتانیا فرستاده شد در حالی که فرانسوا لئون به فرانسه فرستاده شد. اگرچه دولت بریتانیا تمایلی به اعزام نیرو برای حمایت از بلژیک نداشت، فرانسوی‌ها فوراً نیرویی را بدون اطلاع سایر قدرت‌های بزرگ اعزام کردند.  اعزام نیروهای فرانسوی به بلژیک به ویژه بریتانیایی‌ها را نگران کرد زیرا احساس می‌کردند می‌تواند تهدیدی برای موازنه قدرت اروپا باشد.  ارتش فرانسه به فرماندهی مارشال اتین ژارارد روز بعد از مرز عبور کرد. هلندی‌ها با حمله به بلژیک بدون حمایت متحدان خود ریسک کرده بودند: روسیه می‌خواست کمک کند، اما در سرکوب انقلاب لهستان با مشکل مواجه شده بود، و پروس بدون اینکه روسیه بتواند مرزهای غربی خود را حفظ کند، خطر اعزام نیرو را قبول نمی کرد. اکنون آنها با یک جنگ احتمالی با فرانسوی ها مواجه شده بودند. پس از مداخله دیپلمات انگلیسی رابرت آدیر، هلندی ها پیشروی خود را متوقف کردند و پیمان آتش بس در۱۲اوت امضا شد. آخرین سربازان هلندی در حدود ۲۰ اوت به هلند بازگشتند، در حالی که تنها آنتورپ در اشغال هلند باقی ماند.

## پیامد

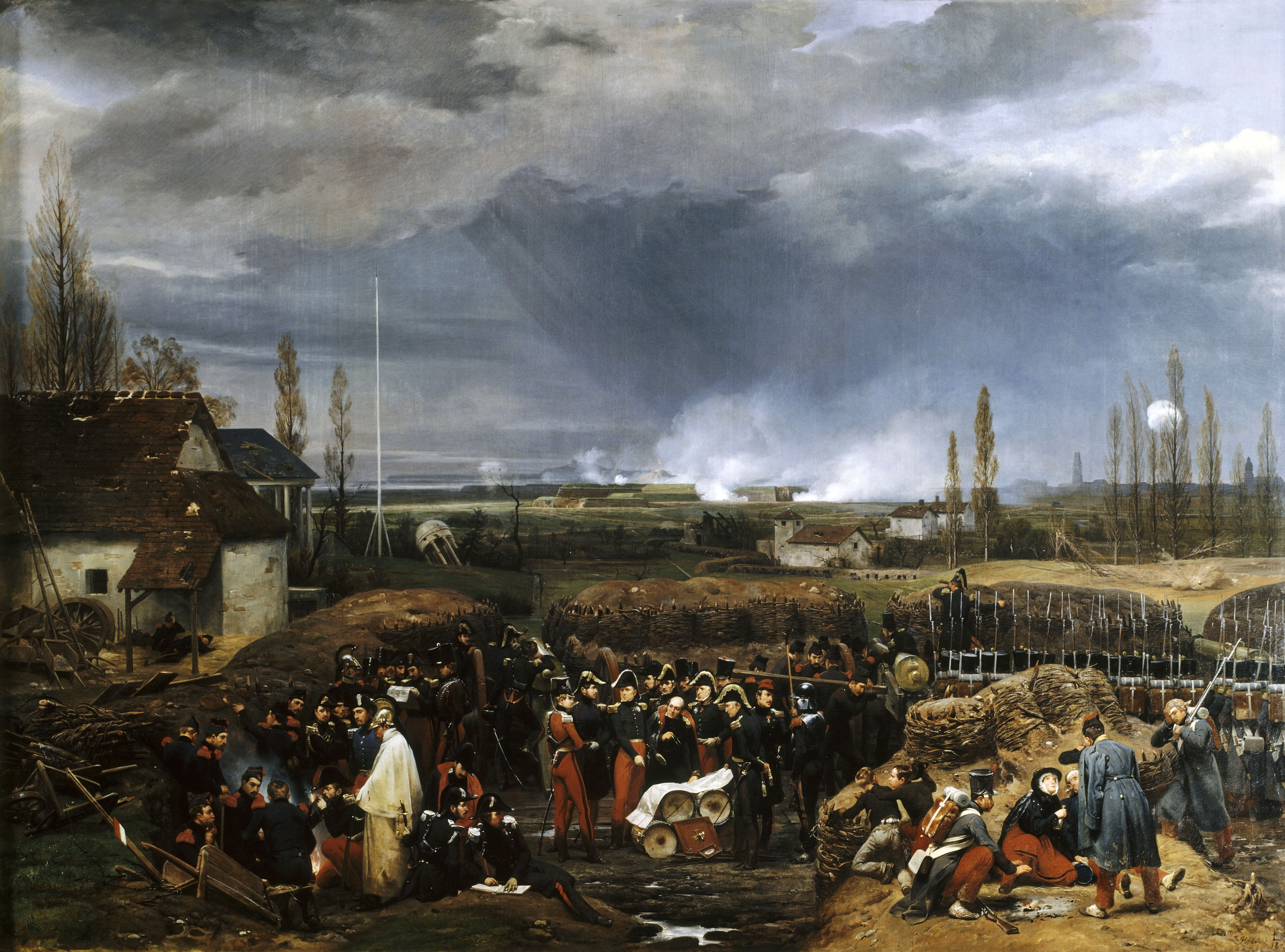
محاصره ارگ آنتورپ اثر هوراس ورن

اگرچه جمعیت هلند، به‌ویژه پروتستان‌ها، از لشکرکشی پیروزمندانه علیه «شورشیان بلژیکی» خوشحال بودند، اما پادشاه ویلیام با اکراه پذیرفت که رویای هلند متحد از بین رفته است. با این حال، این عملیات آسیب پذیری موضع بلژیک را نشان داد. در نتیجه، کنفرانس لندن که مسئول تهیه پیش نویس توافقنامه بین المللی برای به رسمیت شناختن استقلال بلژیک بود، امتیازات بزرگتری را بر بلژیکی ها تحمیل کرد. در نتیجه معاهده لندن، سرزمین های اشغال شده توسط بلژیکی ها، از جمله بخش هایی از لیمبورگ و دوک نشین بزرگ لوکزامبورگ،را به هلند واگذار کرد و محدودیت های اقتصادی مختلفی بر بلژیک تحمیل شد.  با این وجود ویلیام از امضای قرارداد امتناع کرد.
پادشاه هلند، با امتناع از رها کردن ارگ  آنتورپ، به ژنرال هلندی دیوید هندریک شاسی دستور داد تا آن را به هر قیمتی نگه دارد. شاسی از قلعه، شهر آنتورپ را بمباران کرد و صدها خانه را به آتش کشید و تلفات زیادی را در میان مردم غیرنظامی به بار آورد. نتیجه این اتفاق دومین مداخله ارتش شمالی مارشال جرارد بود که در ۱۵ نوامبر ۱۸۳۲ میلادی به بلژیک بازگشت تا قلعه آنتورپ را محاصره کند. این محاصره منجر به مشارکت داوطلبان بلژیکی در نبرد شد که تا آن زمان از جنگ دور نگه داشته می شدند. فرمانده فرانسوی در ابتدا از ترس اینکه داوطلبان ایده انقلاب را به خارج از مرزهای بلژیک گسترش دهند، می خواست محاصره را بدون شرکت بلژیکی ها انجام دهد.
در سالهای پس از لشکرکشی ده روزه، ارتش بلژیک سازماندهی، آموزش و تجهیزات خود را بهبود بخشید. آنها عمدتاً در امتداد شلدت جنگیدند. بلژیک با ممانعت  از منفجر کردن آب‌ریزها و حمله به ناوگان هلندی که به آنتورپ کمک می‌کرد، تلاش‌ها برای نجات شهر را خنثی کرد. پس از ۲۴ روز ارگ سقوط کرد. ژنرال شاسی در ۲۳ دسامبر تسلیم شد. هلندی ها سرانجام در سال ۱۸۳۹ میلادی معاهده لندن را امضا کردند و عملاً استقلال بلژیک را به رسمیت شناختند.

## تحلیل و بررسی
هانری پیرن، مورخ بلژیکی، در مجموعه‌های تاریخ بلژیک خود استدلال کرد که، علی‌رغم اقدامات شجاعانه فردی، «ضعف مقاومت به حدی بود که پیشروی هلندی ها تقریباً شبیه رژه نظامی بود». مبارزات انتخاباتی نقاط قوت کشور جدید را نشان داد و باعث شد که علیرغم ضعف مشهود دولت بلژیک، این کارزار به تجدید حیات اورنجیسم یا درخواست برای اتحاد با فرانسه منتهی نشد.